# Лозовский, Пётр Иванович

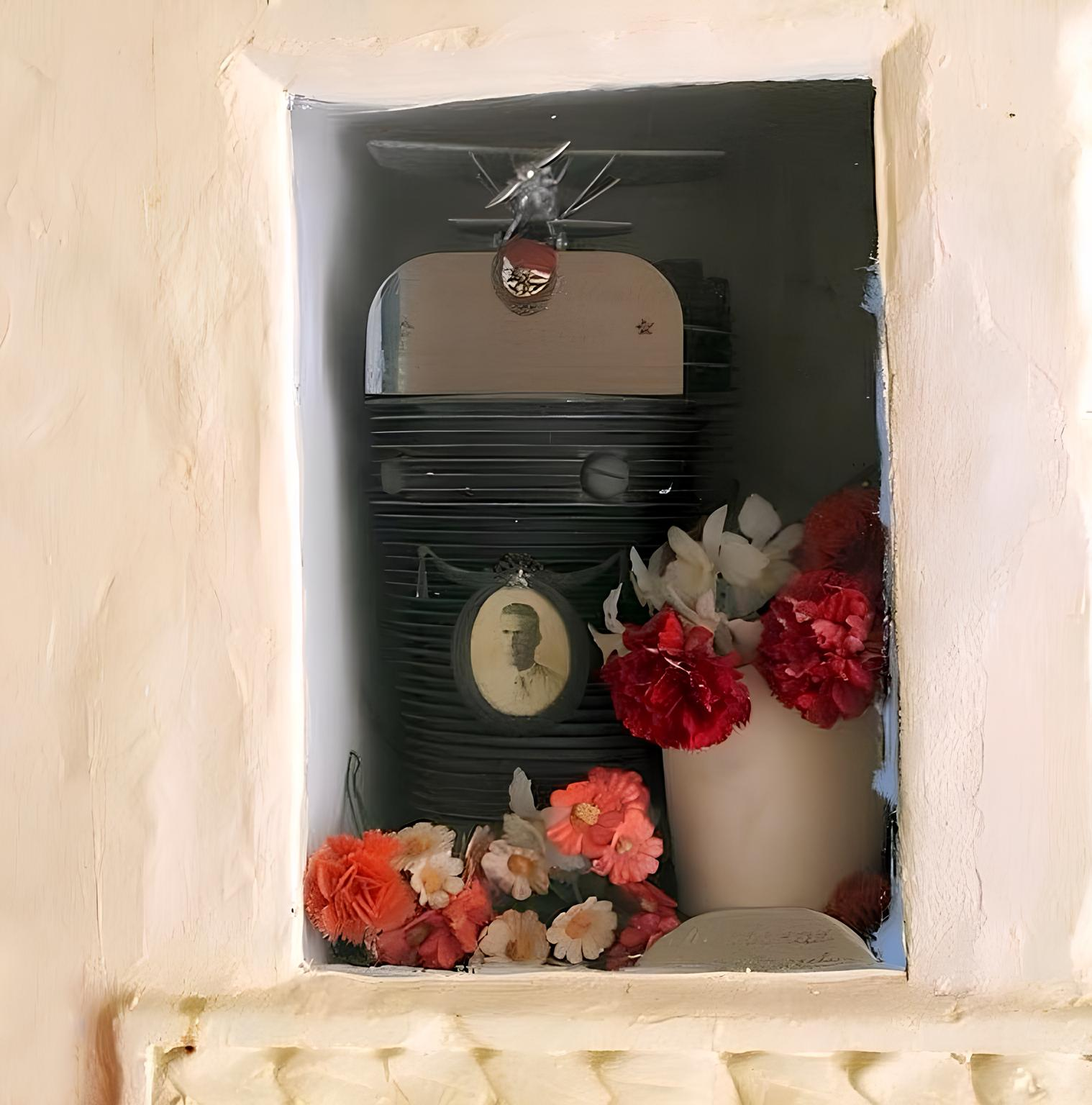
Урна с прахом Петра Лозовского

Пётр Ива́нович Лозо́вский (27 марта 1898 — 9 июля 1932) — лётчик-испытатель, первый гражданский пилот СССР. Участник Первой мировой и Гражданской войн.

## Биография
Пётр Иванович Лозовский родился 27 марта 1898 года. По национальности латыш.
Участвовал в Первой мировой и Гражданской войнах. В 1920 году — военлёт 35-го разведывательного отряда.
В 1923 году вместе с Яковом Николаевичем Моисеевым открыл первую в Советской России гражданскую авиатрассу «Добролёта» Москва — Нижний Новгород.
Окончив авиакурсы Добролёта, получил Свидетельство пилота гражданской авиации России № 1.
В сентябре 1923 на самолёте Junkers F 13 (заводской номер «590», бортовой номер самолёта «R-RDAM», персональное наименование «Kukuch» («Кукушка»)), совершил перелёт «Добролёта» Москва — Нижний Новгород — Казань — Уктус (Екатеринбург) — Курган — Петропавловск — Новониколаевск, где самолёт был передан СССР и переименован в «Сибревком». Экипаж: пилот Георг Ютербок (нем. Georg Jüterbock), пилот П. Лозовский и бортмеханик Каленин; в качестве пассажира на борту самолёта находился член правления общества «Добролёт» А.З. Дзевялтовский. На самолёте «Сибревком» осуществил ряд полётов по городам и сёлам Сибири, обслуживая проходившую в то время Всесибирскую неделю Воздухфлота.
7—13 мая 1924 года вместе с Николаем Николаевичем Васильченко совершил перелет на двух Р-1 по маршруту Баку — Энзели — Тегеран. Самолеты были закуплены Персией в РСФСР.
Работал испытателем на заводе № 22 имени 10-летия Октября (Фили, ныне в составе Москвы). С 1930 года на общественных началах был инструктором в заводской летной школе, имевшей многих известных выпускников. 27 февраля 1932 года поднял в небо первый серийный бомбардировщик ТБ-3 (АНТ-6) № 2201. Испытывал серийные АНТ-3 (Р-3), ТБ-1 (АНТ-4), И-4 (АНТ-5), ТБ-3 (АНТ-6).
Пётр Иванович Лозовский погиб 9 июля 1932 года в демонстрационном полёте, выполняя фигуры высшего пилотажа на И-4 на малой высоте: самолёт не вышел из штопора.

Весь пилотаж на высоте Лозовский провел безукоризненно. Но вот, завершая свою программу, он перевел самолет в штопор. Мы наблюдали… До земли 800 метров, 500… 300… 200… Пора выводить! Я решил, что он хочет сделать посадку прямо со штопора. Вращение не прекращалось. Когда до земли оставалось не более 50 метров, мы увидели что-то похожее на попытку выйти… Потом самолет прекратил вращение… и под углом в 60 градусов с креном врезался в землю…
— А. Туманский, «Полёт сквозь годы»
Кремирован, урна установлена в здании бывшего крематория на Новом Донском кладбище, ныне в муниципальном округе Донской Южного административного округа города Москвы.

## Награды
- Орден Красного Знамени, 17 октября 1920 года[9]

## Семья
- Дочь — Элеонора Петровна Лозовская-Микоян (1922—2009), журналист, филолог; жена лётчика-испытателя Степана Анастасовича Микояна